# Abietinella hystricosa
Abietinella hystricosa là một loài rêu trong họ Thuidiaceae. Loài này được (Mitt.) Broth. mô tả khoa học đầu tiên năm 1925.